# Rudolf Gurtner
Rudolf Gurtner (* 11. August 1927 in St. Georgen bei Obernberg am Inn; † 16. September 2019) war ein österreichischer Politiker (ÖVP) und Landwirt. Gurtner war von 1977 bis 1988 Abgeordneter zum österreichischen Nationalrat.

## Leben
Gurtner absolvierte nach dem Besuch der Pflichtschule eine landwirtschaftliche Fortbildungsschule und die Landwirtschaftliche Fachschule Otterbach, wobei er seine Ausbildung mit der landwirtschaftlichen Meisterprüfung abschloss. Er übernahm 1956 die elterliche Landwirtschaft und war in der Folge beruflich als Landwirt tätig.

## Politik
Im politischen Bereich engagierte sich Gurtner ab 1967 als ÖVP-Ortsparteiobmann und übernahm 1972 die Funktion des ÖVP-Bezirksparteiobmann im Bezirk Ried im Innkreis. Zudem war er ab 1973 Bezirksobmann des Oberösterreichischen Bauern- und Kleinhäuslerbundes Obernberg, ab 1976 Bundesobmann der österreichischen Maschinenringe und ab 1979 Obmann der Molkereigenossenschaft Geinberg. Gurtner vertrat die ÖVP vom 21. September 1977 bis zum 14. Oktober 1988 im Nationalrat.

## Auszeichnungen
- 1985: Großes Silbernes Ehrenzeichen für Verdienste um die Republik Österreich[2]